# 米開朗基羅·樂孔特
米開朗基羅·樂孔特（義大利語：Mikelangelo Loconte；1973年12月5日—），昵称米開來·樂孔特（義大利語：Michele Loconte）、小米。出生於義大利南部的普利亞大區福賈省切里尼奧拉。他是一名義大利籍歌手，同時也是演員、作曲家、音樂家、表演者、藝術總監。
其因演出《搖滾莫札特》（Mozart l'Opéra Rock）中的沃夫岡·阿瑪迪斯·莫札特一角而聲名大噪。
樂孔特也是法國防盲組織的大使，此一協會於1978年創辦，旨在對抗各發展中法語國家之可避免的眼盲病症。

## 生平與經歷

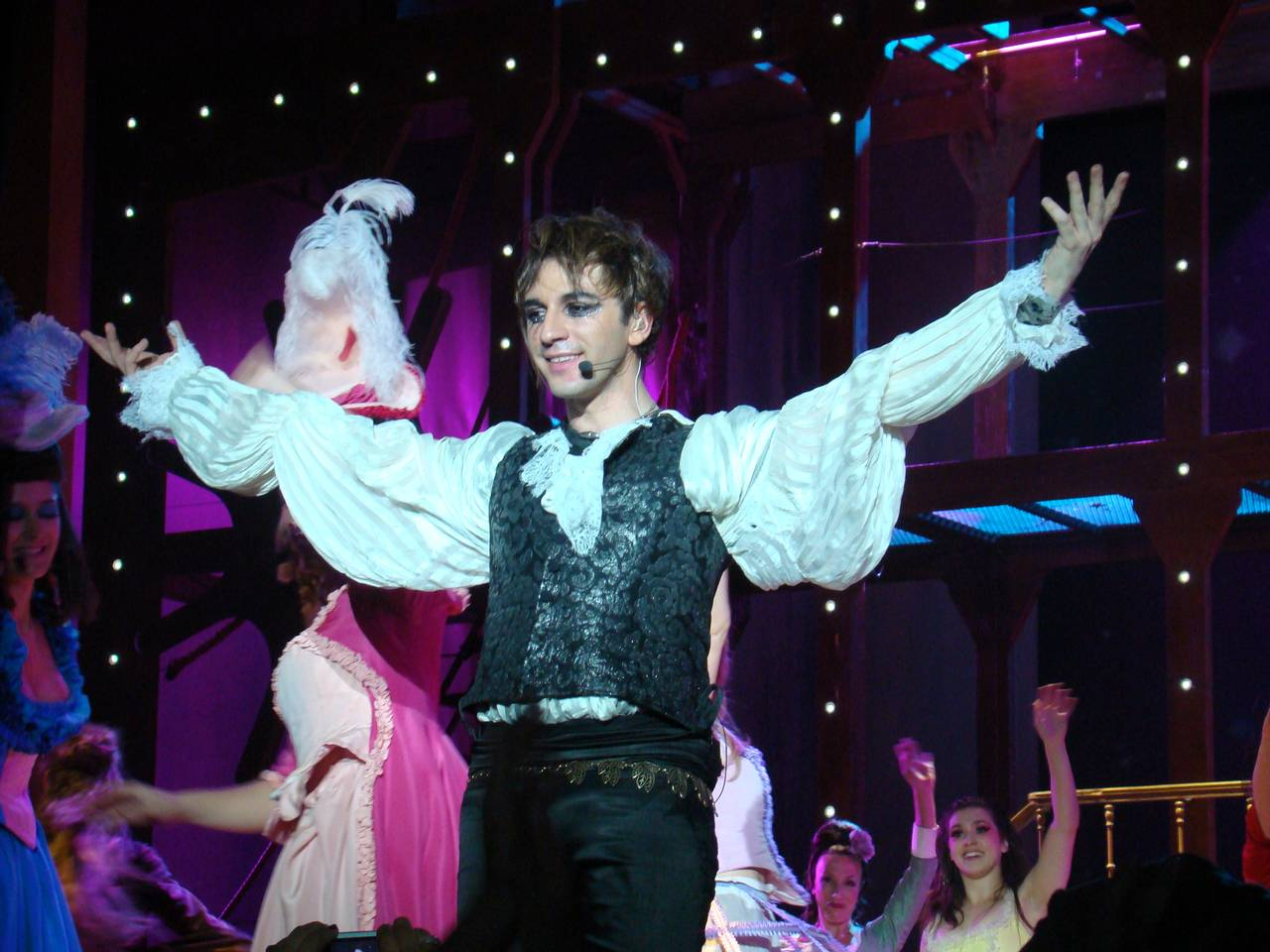
米凯朗杰罗·洛孔特在音乐剧《莫扎特摇滚歌剧》中的表演

米開朗基羅‧樂孔特在年輕時參與了許多電視節目及多部舞台演出，在21歲時遇見了歌手麗塔·帕沃內，她和丈夫特迪·里諾兩人一同宣布樂孔特榮獲RAI 2電視節目「Festival des Inconnues」的冠軍。
2001年，他在專門推薦新進藝術家的卡斯楚卡羅的音樂祭典上，演唱了自己的歌曲〈無論如何〉（Ad ogni modo）。
樂孔特藉著參演克勞德‧巴索帝（Claude Barzotti）的音樂劇計畫《新流浪者》（Les Nouveaux Nomades），在法國嶄露頭角。由於當時的他仍對法語不甚熟悉，樂孔特在錄音室中用拼音記下了所有歌曲。最後，這部作品到卻無疾而終。
在2001至2008的九年裡，樂孔特定居在比利時列日，被比利時歌手艾利克‧曼錫（Alec Mansion）挖掘，在此展開他的演唱生涯。他擅長演奏鋼琴、電子琴、吉他及各種打擊樂器，並為許多比利時歌手編曲，也到巴西等各個不同地區做演出。
自2009年至2011年7月10日，樂孔特加入由德夫‧阿堤亞（Dove Attia）和阿爾伯特‧柯恩（Albert Cohen）製作的音樂劇《搖滾莫札特》（Mozart L'Opéra Rock），
飾演男主角沃夫岡·阿瑪迪斯·莫札特，在法國、比利時與瑞士皆獲得廣大迴響，也讓樂孔特一夕爆紅。
劇中第一首單曲〈紋我〉（Tatou-moi），获得了2009年1月的法國銷售冠軍。
《搖滾莫札特》劇組的成功，也讓他收穫了NRJ音樂大賞的三個獎項。而《搖滾莫札特》的原聲帶熱賣超過56萬張，成為在2009年7月到12月間的最佳銷售唱片。
2009年，米開朗基羅‧樂孔特獲選為文化類別中的「年度列日人」。
樂孔特也定期參與一些慈善音樂活動，例如和許多藝人一同現身《馬卡拉之夜》（Une nuit à Makala）。2013年，樂孔特為「兒童之聲」協會（l'association Les voix de l'enfant）獻唱單曲〈重返我的路〉（Je reprends ma route）。與多位藝術家組織「音樂劇之音」（Les grandes voix comedies musicales）為病院兒童發聲，與雷諾‧漢斯頓（Renaud Hantson）、帕羅‧維利拉夫蘭卡（Pablo Villafranca）、蘭（Lââm）等人合唱單曲〈錯誤的起點〉（Un faux depart）；另外也曾參加由協助病症孩童的「Enfant Star et Match」協會所舉辦之《La Nuit des Hits》演唱會。他還加入了《Dolly Bibble》的音樂製作，這是一本為孩子而寫的聖經，而樂孔特則為亞當獻聲。此外，樂孔特和歌手亞曼德‧艾塔伊（Armande Altaï）一同擔任歐洲歌唱大賽（Concours Eurovision de la chanson 2013）的評審。並於同年的2月和10月，樂孔特和《搖滾莫札特》劇組到俄羅斯、烏克蘭等地舉辦了為期兩週的巡迴演唱會。
2014年9月，樂孔特加入了《搖滾莫札特》在法國、瑞士、比利時的交響音樂會巡演。
2014年6月13日，樂孔特在法國利摩日音樂廳（Zénith de Limoges）《莫札特的悲劇喜劇》（Mozart Tradégie Comédie）活動中演唱《刺殺交響曲》（L'Assasymphonie），並自上維埃納省、克勒茲省、科雷茲省集結了1300學生組成合唱團，以及另外五名年輕的利摩日歌手，一同演唱《搖滾莫札特》中的知名歌曲。
2016年2月到4月，樂孔特回歸莫札特一角，展開了韓國的巡迴演出；同年秋天，他飾演馬戲音樂劇《Timéo》裡的馬戲團團長洛亞爾先生（Monsieur Loyal）。並於9月16日至隔年1月8日在巴黎賭場演出，而後展開全國巡演。
2018年年初，樂孔特随《搖滾莫札特》劇組來到中國，在上海文化廣場演出。
同年10月11~21日，《搖滾莫札特》在台灣台北和平籃球館進行為期10天的演出。
2018年底至2019年3月，《搖滾莫札特》在中國天津、南京、廣州、深圳、上海、北京、杭州、西安巡迴演出。
2024年4月至2024年11月，作为主角莫扎特参与法语音乐剧《摇滚莫扎特》的中国巡回演出，同年8月，他在中国上海、南京、苏州举办演唱会《Art Decade》。
2025年4月25日，发行专辑《Art Decade》。

## 歌曲
以下為樂孔特在搖滾莫札特中演唱的曲目
- Le trublion
- Tatoue-moi
- Je dors sur des roses
- Place, je passe
- L'opérap
- Vivre à en crever
- Je danse avec les dieux
- Le carnivore
- C'est bientôt la fin

以下為樂孔特在Timéo中演唱的曲目
- Trop beau pour être faux
- On est tous des artistes
- Melody swann a disparu
- Tous des artistes

### 在網路上發表過的歌曲
以下為樂孔特發表過的曲目：
| 歌曲語言 | 曲目                                |
| -------- | ----------------------------------- |
| 法語     | And the summer time goes            |
| 法語     | Ballerina                           |
| 法語     | Canto dei puri（純粹之歌）          |
| 法語     | Cantare（feat. Flow）               |
| 法語     | Devil outside                       |
| 法語     | Eclipse（日蝕）                     |
| 法語     | Fly away from hell                  |
| 法語     | Hate of the rules                   |
| 法語     | L'animal                            |
| 法語     | La culotte                          |
| 法語     | Mood for love                       |
| 法語     | Mon premier je t'aime               |
| 法語     | Over                                |
| 法語     | Parler damour（feat. Melissa Mars） |
| 法語     | Rdv au pont（橋上之約）             |
| 法語     | Secret lover                        |
| 法語     | Sleeping snow                       |
| 法語     | War of love                         |

| 歌曲語言 | 曲目                           |
| -------- | ------------------------------ |
| 義大利語 | Aria                           |
| 義大利語 | Venus                          |
| 義大利語 | Ad ogni modo                   |
| 義大利語 | Les couleurs de l'univers      |
| 義大利語 | We are south                   |
| 義大利語 | Sono io che penso              |
| 義大利語 | Lasciami l'amore               |
| 義大利語 | Controcorrente（逆流者）       |
| 義大利語 | Feuille d'afrique （非洲樹葉） |
| 義大利語 | Anima, nuvola（靈魂，雲彩）    |

| 歌曲語言 | 曲目 |
| -------- | ---- |
| 英文     | Joy  |

### 其他
- Arrivée Adam Et Eve（from Dolly Bibble）
- Life Is Love/Arrivée Caïn（from Dolly Bibble）

## 外部連結
- Mikelangelo Loconte個人IG （页面存档备份，存于）
- MMikelangelo Loconte個人twitter （页面存档备份，存于）